# Passatge a Marsella
 Passatge a Marsella  (original: Passage to Marseille) és una pel·lícula estatunidenca dirigida per Michael Curtiz i estrenada el 1944. Ha estat doblada al català.

## Argument
Durant la Segona Guerra Mundial, el capità Freycinet conta la història de Jean Matrac a un corresponsal de guerra intrigat pel comportament d'aquest home taciturn. Matrac, periodista francès opositor als acords de Múnic, ha estat condemnat a presidi i deportat a les Illes de la Salut. S'evadeix amb quatre altres presoners que fugen en una barca i són recollits en ple oceà Atlàntic pel vaixell del capità Freycinet que voga cap a Marsella. S'assabenten per la ràdio que França ha capitulat i ha demanat l'armistici. I la creació del Règim de Vichy, obertament col·laboracionista.

## Repartiment
- Humphrey Bogart: Jean Matrac
- Claude Rains: le capità Freycinet
- Michèle Morgan: Paula Matrac
- Peter Lorre: Marius
- George Tobias: Petit
- Philip Dorn: Renault
- Sydney Greenstreet: el comandant Duval
- Helmut Dantine: Garou
- John Loder: Manning
- Victor Francen: el capità Malo
- Vladimir Sokoloff: Avi
- Eduardo Ciannelli: el cap dels mecànics
- Corinna Mura: la cantant

I, entre els actors que no surten als crèdits :
- Monte Blue: segon Oficial
- Frank Puglia, Georges Renavent: guàrdies
- Konstantin Shayne: Primer Oficial
- Mark Stevens: El tinent Hastings

## Al voltant de la pel·lícula
Per un conflicte amb Jack Warner sobre una altra pel·lícula, Conflict, Humphrey Bogart va veure com se li escapava el paper principal, i com Jean Gabin ha estat considerat per reemplaçar-lo, l'actuació de Bogart és finalment desestimada per la seva manca d'implicació i els seus desenganys conjugals.
Arran d'una entrevista el 1993, Michèle Morgan evoca el record desagradable del rodatge, sobretot de les seves males relacions amb el realitzador Michael Curtiz, dels desenganys conjugals de Humphrey Bogart i del paper obtingut en compensació del que li havia tocat a Casablanca, Ilsa Lund, finalment atribuït a Ingrid Bergman.
Per a les seqüències de robatori de les Forces aèries franceses lliures (FAFL), més que ensenyar els bombardiers Halifax efectivament utilitzats per aquestes unitats, la producció va preferir utilitzar els fortalesses volants B-17, molt conegudes del públic americà.
De fet, aquesta pel·lícula "hibrida" pateix de tots els defectes inherents a aquestes produccions americanes considerades a exaltar la resistència (real o suposada) dels europeus envaïts. Volent ser francòfil a l'americana, sigui amb un pesat complex de superioritat ben ianqui , el film treu personatges poc creïbles, artificialment inserits en una intriga estrafolària subratllada amb accions ridícules. Bogart no hi creu ni un segon, Peter Lorre fa el millor que pot, i Morgan, poc convençuda com Bogart, representa un magnífic cabell ros sobre aquesta sopa indigesta...